# Hauke Finger
Hauke Horst Ernst Hans Finger (* 17. August 1968 in Willich) ist ein deutscher Politiker (AfD). Er zog über Platz 18 der Landesliste der AfD Nordrhein-Westfalen in den 21. Deutschen Bundestag ein.

## Leben
1987 erhielt er sein Abitur in Krefeld. Von 1987 bis 1988 leistete er Grundwehrdienst. Von 1988 bis 1990 machte er eine Berufsausbildung zum Bankkaufmann und von 1991 bis 1995 ein berufsbegleitendes Studium zum Bankbetriebswirt.

### Politik
2013 trat Finger in die AfD ein. Seit 2015 ist er Mitglied des AfD-Kreisvorstands Krefeld und in verschiedenen Landes- und Bundesfachausschüssen zum Thema Haushalt und Finanzen. Seit 2021 ist er außerdem Mitglied in mehreren Ausschüssen des Rates der Stadt Krefeld. Seit 2022 ist er Schatzmeister des AfD-Bezirksverbands Düsseldorf.